# Andrzejówka (rejon radziechowski)
Andrzejówka (dawn. Andrejówka, ukr. Андріївка, Andrijiwka) – wieś na Ukrainie, w obwodzie lwowskim, w rejonie szeptyckim.
Do 2020 w rejonie radziechowskim.